# Вімаламітра
Вімаламітра (8 ст.) (Vimalamitra IASTVimalamitra IAST, тиб. དྲི་མེད་བཤེས་གཉེན་,དྲི་མེད་བཤེས་གཉེན་, Вайлі Dri-med Bshes-gnyen) — індійський буддійський вчитель традиції Дзогчен, основний учень Шрі Сімхи.
Згідно з традиційними уявленнями, Вімаламітра народився в західній Індії. Подорожував у Китай, де став учнем Шрі Сімхи. Після повернення до Індії Вімаламітра, за наполяганням Вайрочани, був запрошений у Тибет емісарами Тисрондецана, де він став відомий, як вчитель і перекладач текстів Дзогчена, а також як вчитель школи тибетського буддизму, пізніше стала відомою як Ньїнґма.
Манджушрімітра, отримавши введення в Дзогчен від Гараба Дордже, класифікував вчення на три розділи: Семде («розділ розуму»), Лонгде («розділ простору») і Меннгагде («розділ усних настанов»). Учень Манджушрімітри, Шрі Сімха, відредагував розділ усних настанов і передав їх Джнянасутрі та Вімаламітрі, який приніс вчення Меннгагде до Тибету у 8 столітті.
Згідно традиції Ньїнґма Вмаламітра був учнем Буддагухьи та Лілаваджри, також як і Вайрочана, отримав передачу Маха-йоги від Буддагух'ї.